# Parc national de Monte Alén
Le parc national de Monte Alén (en espagnol : Parque nacional de Monte Alén) se situe approximativement au centre de la Guinée équatoriale sur la chaîne de montagne de Niefang. 
C'est le plus grand parc du pays.